# Associazione Sportiva Pescara 1968-1969
Questa voce raccoglie le informazioni riguardanti l'Associazione Sportiva Pescara nelle competizioni ufficiali della stagione 1968-1969.

## Rosa
| N. |                   | Ruolo | Calciatore            |
| -- | ----------------- | ----- | --------------------- |
|    | Italia (bandiera) | C     | Luigi Boccolini       |
|    | Italia (bandiera) | A     | Antonio Bonaldi       |
|    | Italia (bandiera) | D     | Mario Cantarelli      |
|    | Italia (bandiera) | C     | Angelo Carrano        |
|    | Italia (bandiera) | A     | Dario Cavallito       |
|    | Italia (bandiera) | D     | Rino Ceccardi         |
|    | Italia (bandiera) | D     | Bruno Cicogna         |
|    | Italia (bandiera) | A     | Raffaello Ciocca      |
|    | Italia (bandiera) |       | Conforti              |
|    | Italia (bandiera) | A     | Bernardino Cremaschi  |
|    | Italia (bandiera) | D     | Renato Cressoni       |
|    | Italia (bandiera) | A     | Gianfranco De Marchi  |
|    | Italia (bandiera) | A     | Leonardo Di Francesco |

| N. |                   | Ruolo | Calciatore            |
| -- | ----------------- | ----- | --------------------- |
|    | Italia (bandiera) |       | Galli                 |
|    | Italia (bandiera) | P     | Domenico Lamia Caputo |
|    | Italia (bandiera) | C     | Giancarlo Magi        |
|    | Italia (bandiera) | A     | Adriano Maschietto    |
|    | Italia (bandiera) | A     | Vincenzo Morganelli   |
|    | Italia (bandiera) | C     | Giuseppe Nunzi        |
|    | Italia (bandiera) |       | Francesco Oddo        |
|    | Italia (bandiera) | D     | Gianni Palanca        |
|    | Italia (bandiera) |       | Luigi Pepa            |
|    | Italia (bandiera) | C     | Edmondo Prosperi      |
|    | Italia (bandiera) | D     | Ampelio Simeoni       |
|    | Italia (bandiera) | C     | Walter Venditti       |
|    | Italia (bandiera) | P     | Giuseppe Ventura      |